# Zisterzienserinnenabtei Collonges
Die Zisterzienserinnenabtei Collonges (auch: Colonge, Colonges oder Collonge) war von etwa 1140 bis 1622 ein französisches Kloster der Zisterzienserinnen in Broye-les-Loups-et-Verfontaine, Département Haute-Saône.

## Geschichte
Die Abtei Tart besiedelte das um 1140 nordöstlich Dijon, südwestlich Gray (Haute-Saône), im Wald von Autrey,  gestiftete Nonnenkloster, das sich in 15 Kilometer Entfernung vom Zisterzienserkloster Theuley befand. 1622 wurde es geschlossen und der verbliebene Konvent in das Kloster Ounans in Dole eingegliedert. Bauliche Reste des Klosters sind heute Teil eines Landwirtschaftsbetriebs.